# وایسنبورن (تورینگن)
وایسنبورن (به آلمانی: Weißenborn) یک شهر در آلمان است که در تورینگن واقع شده‌است. وایسنبورن ۱٬۱۸۹ نفر جمعیت دارد.